# Mission: Impossible - Rogue Nation
Mission: Impossible – Rogue Nation er en amerikansk actionfilm fra 2015. Filmen er den femte film i Mission: Impossible-serien.